# Metarfa
Metarfa (in caratteri arabi: المطارفة) è una città dell'Algeria facente parte del distretto di Aougrout, nella provincia di Timimoun.